# Distretto di Ghanzi
Ghanzi è uno dei nove distretti del Botswana, e si estende nella parte centro-occidentale del paese, in un territorio in cui prevale la savana.	
| Controllo di autorità | BNF (FR) cb12473576x (data) |